# آلیک تپه
آلیک تپه مربوط به هزاره اول قبل از میلاد است و در شهرستان خدابنده، بخش سجاسرود، روستای کشک آباد واقع شده و این اثر در تاریخ ۱۲ بهمن ۱۳۸۱ با شمارهٔ ثبت ۷۴۱۵ به‌عنوان یکی از آثار ملی ایران به ثبت رسیده است.